# Os Democratas (Israel)
O Os Democratas (em hebraico: הדמוקרטים; romanizado: HaDemokratim) é um partido político social-democrata, sionista e pró-solução de dois Estados de centro-esquerda à esquerda de Israel. Foi formado pela fusão do Partido Trabalhista com o partido Meretz em julho de 2024. É liderado por Yair Golan, que era o líder do Partido Trabalhista antes da fusão e, anteriormente, serviu como parlamentar no Knesset pela aliança liberal-progressista União Democrática, antes de se juntar ao Meretz.
O partido é descrito como "o lar político do campo liberal-democrata em Israel", bem como uma alternativa de esquerda aos centristas Yesh Atid e Unidade Nacional.
Em um nível internacional, o partido integra a Aliança Progressista e a Internacional Socialista.

## História

### Antecedentes
Nas eleições legislativas de 2022, o partido de esquerda Meretz obteve 3,16% dos votos, não conseguindo, pela primeira vez, aprovar o limiar eleitoral (3,25%) necessário para se qualificar para assentos no Knesset, enquanto o Partido Trabalhista apenas conseguiu passar, com 3,6% dos votos, ganhando apenas quatro assentos, seu pior desempenho de todos os tempos em termos de voto popular. O líder trabalhista Merav Michaeli foi criticado por ter se recusado a entrar em um pacto eleitoral com o Meretz, contribuindo para a vitória de Benjamin Netanyahu.
As negociações começaram entre o Partido Trabalhista e o Meretz após a eleição de 2022, com o secretário-geral do Meretz, Tomer Reznik, e o ex-parlamentar do Meretz, Michal Rozin, liderando as negociações em nome do seu partido; enquanto os deputados trabalhistas Gilad Kariv e Naama Lazimi se encarregavam das negociações com o Partido Trabalhista, com Yair Golan juntando-se às negociações posteriormente.
Uma votação realizada ao longo de 2023 e 2024, nos meses anteriores à eleição da liderança trabalhista, sugeriu que nas próximas eleições legislativas, os trabalhistas poderiam não conseguir ultrapassar o limite e ser excluídos do Knesset, enquanto estimava-se que o Meretz iria ultrapassar por pouco o limite e ganhar quatro assentos. Pesquisas realizadas em junho, antes do acordo de fusão projetaram que, se as partes concorressem juntas, ganhariam mais de dez assentos.
Golan lançou sua campanha para liderança dos trabalhistas no início de março de 2024, em uma plataforma que visava unir o Partido Trabalhista, o Meretz e outras organizações. Ele anunciou a formação do Os Democratas em 18 de março de 2024, expondo a sua visão para uma alternativa ao governo de Netanyahu e apelando por eleições antecipadas para o Knesset. Golan foi eleito líder trabalhista em uma vitória esmagadora em 28 de maio de 2024.

### Anúncio da fusão
Em 30 de junho, as duas partes anunciaram conjuntamente que tinham concordado com uma fusão. Nos termos do acordo de fusão, haverá um representante do Meretz em cada quatro lugares da lista eleitoral do novo partido, bem como nos órgãos do partido, e também haverá representação para as facções municipais do Meretz. Golan disse que o partido pretendia ser um "largo lar para o público liberal-democrata em Israel". Golan receberá dois assentos nas dez primeiras vagas. O acordo de representação vigorará apenas nas próximas eleições; a chapa eleitoral do partido e os membros dos órgãos representativos serão escolhidos pelas eleições primárias partidárias. O acordo designou o líder do Partido Trabalhista, Yair Golan, como líder e presidente do novo partido.

### Aprovação da fusão
Uma convenção de delegados dos dois partidos e dos protestos contra a reforma judicial israelense em 2023 aprovou a fusão em 12 de julho de 2024, em Tel Aviv.
Sob o acordo, ambos os partidos continuam como entidades corporativas e orçamentárias separadas, e suas facções no Histadrut, conselhos municipais e outros órgãos fora do Knesset não se fundirão nesta fase, mas cooperarão.
Apesar da fusão, os membros do Os Democratas continuam a ser identificados no 25.º Knesset como membros do Partido Trabalhista devido ao presidente do Comitê da Câmara do Knesset, Ofir Katz, além outros membros da coalizão de governo, se recusarem a concordar em renomear formalmente a facção no Knesset.

## Políticas

### Conflito Israelense–Palestino
O Os Democratas apoia a solução de dois Estados para o conflito israelense-palestino. Yair Golan alega que Os Democratas é o único partido sionista contra a ocupação israelense da Cisjordânia.
Se eleito, Golan afirma que a Autoridade Palestina governaria integralmente Gaza no "dia seguinte". O acordo do partido menciona que "a reconstrução de Gaza é um interesse israelense".
Golan também so opôs à ocupação e aos assentamentos na Faixa de Gaza, dizendo que "isso custaria o sangue de reféns e soldados".

### Judiciário
O partido rejeita a reforma judicial israelense de 2023. O acordo de fusão dos partidos afirma: "Lutaremos por uma democracia completa e substancial (...) que incluirá a proteção a direitos individuais e de minorias (...) iremos defender a separação completa de poderes, prevenir abusos de instituições governamentais e salvaguardar a independência judiciária".

### Economia
O partido apoia políticas sociais-democratas, como habitação acessível, oportunidades iguais, estado de bem-estar, fortalecimento de sindicatos e oposição à privatização de serviços públicos de saúde e educação.

### Social
O partido apoia a revogação da Lei do Estado-Nação, uma Lei Básica que consagra o status de Israel como um Estado judeu, por considera-la discriminatória contra não judeus. O partido também é envolvido em ativismo por direitos LGBT+.